# Вила Романа (Анкона)
Вила Романа (итал. Villa Romana) насеље је у Италији у округу Анкона, региону Марке.
Према процени из 2011. у насељу је живело 62 становника. Насеље се налази на надморској висини од 129 м.